# Randa Siniora
Randa George Yacoub Siniora (nascida em 1961) é uma ativista palestina pelos direitos humanos e pelos direitos das mulheres. Por três décadas ela documentou violações de direitos humanos nos territórios palestinos ocupados e atualmente é diretora geral do Centro para Mulheres de Assistência Jurídica e Aconselhamento (WCLAC) em Jerusalém.

## Vida
Randa Siniora estudou na Universidade de Essex, no Reino Unido, com LLM em Direito Internacional dos Direitos Humanos, e na Universidade Americana do Cairo, com mestrado em Sociologia-Antropologia. Sua tese de mestrado, um estudo sobre mulheres trabalhadoras têxteis na Cisjordânia que produzem produtos para empresas israelenses, foi posteriormente publicado pela Universidade Americana. Aqui Siniora aplicou a teoria da dependência de Arghiri Emmanuel e Samir Amin à situação palestina. Para explicar os níveis relativamente baixos de organização política e trabalhista entre as mulheres, ela enfatizou as continuidades sociais das estruturas patriarcais que controlavam as mulheres em casa e no trabalho.
De 1987 a 1997, Siniora foi Pesquisadora Jurídica e Coordenadora do Programa de Direitos da Mulher na organização de direitos humanos Al-Haq . Seus esforços para obter consenso sobre a necessidade de mudanças legais para proteger as mulheres foram interrompidos pela Primeira Intifada .
De 1997 a 2001, Siniora foi Chefe de Redes e Advocacy no Centro para Mulheres de Assistência Jurídica e Aconselhamento. De 2001 a 2005, foi a diretora geral da Al-Haq.
De setembro de 2007 a junho de 2015, Siniora foi a diretora executiva sênior da Comissão Independente de Direitos Humanos (CIDH) na Palestina. Em 2015, tornou-se diretora geral do Centro para Mulheres de Assistência Jurídica e Aconselhamento.
Em outubro de 2018, Siniora se tornou a primeira mulher palestina a se dirigir ao Conselho de Segurança das Nações Unidas. Siniora levantou a questão do alto índice de violência doméstica e do aumento do feminicídio nos territórios ocupados. Ela também levantou a questão mais ampla da exclusão política das mulheres.

## Trabalhos
- Trabalho palestino em uma economia dependente: trabalhadoras na indústria de roupas da Cisjordânia . (Do inglês, Palestinian Labor in a Dependent Economy: Women Workers in the West Bank Clothing Industry) Cairo Papers in Social Science, vol. 12, Monografia 3. Cairo: American University in Cairo Press
- 'Fazendo lobby por um direito de família palestino: a experiência do parlamento modelo palestino: mulheres e legislação'. (Do inglês, Lobbying for a Palestinian Family Law: The Experience of the Palestinian Model Parliament: Women and Legislation.̠) Documento para a Conferência sobre Direito Islâmico da Família no Oriente Médio e Norte da África, Amã, 2000.